# Stèle funéraire du Sphinx de Cesnola
La stèle funéraire du Sphinx de Cesnola est une stèle funéraire grecque classique datant du dernier quart du Ve siècle avant J.C..
Elle fait partie de la collection Cesnola du Metropolitan Museum of Art, une sous-section du département d'art grec et romain, du nom du premier directeur du MET, Luigi Palma di Cesnola, dont la collection est considérée comme l'acquisition la plus ancienne et inaugurale du musée, lors de l'ouverture à Central Park en 1880.
Composée de plus de 6 000 pièces, expédiées dans 275 caisses, la collection a servi de pierre angulaire pour l'étude de l'art chypriote, carrefour des influences assyriennes, phéniciennes, égyptiennes, grecques et romaines.

## Contexte et provenance
Luigi Palma di Cesnola a été décoré de la Medal of Honor pendant la guerre de Sécession, avec une longue histoire militaire en Europe également,.
Sa carrière post-militaire l'a placé comme consul américain à Chypre en 1865, où il a mené de vastes fouilles dans toute l'île.
La stèle funéraire fut cataloguée en 1874 et officiellement acquise par le musée en 1874-1876. Un rapport de 1907 sur sa restauration indiquait qu'un restaurateur associé à Cesnola, Charles Balliard, avait tenté de restaurer la tête manquante du sphinx de gauche avec une tête trouvée juste à côté sur place du cimetière, mais elle ne correspondait pas avec la stèle,,.

## Description
La sculpture se compose de deux sphinx, celui de gauche sans tête. Retrouvée initialement en fragments, la stèle a été brisée de part en part, ainsi que les pattes antérieures, qui ont ensuite été réparées. La partie inférieure est décorée d'une frise de palmettes, caractéristique du style du Ve siècle avant J.C., des parties de la stèle conservant leur polychromie d'origine avec un pigment rouge-brun,.
Le motif du sphinx sur la stèle indique son importance dans les objets de culte, car au milieu du Ve siècle avant J.C., sa représentation était également visible dans le sarcophage d'Amathus, considéré comme l'objet le plus important de la collection de Cesnola avec la stèle, et célèbre pour sa polychromie préservée,.